# Estela Quesada Hernández
Estela Quesada Hernández (Alajuela, 24 de junio de 1924 - 18 de marzo de 2011) fue una maestra, abogada, política y activista sufragista costarricense. Ella fue una de las primeras tres mujeres elegidas para la legislatura costarricense en la primera elección después de que las mujeres obtuvieron el derecho a voto. 
En 1958 fue la primera mujer en ocupar un puesto a nivel de gabinete en Costa Rica como Ministra de Educación y luego fue la primera mujer en servir como ministra de Trabajo y Seguridad Social. 
Fue declarada como Benemérita de la Patria por la Asamblea Legislativa en el año 2021.

## Biografía
Estela Quesada Hernández nació en Alajuela, el 24 de junio de 1924, hija de Augusto Quesada Cabezas y Eneida Hernández Sanabria. Asistió primero a la Escuela Bernardo Soto y luego al Instituto de Alajuela, antes de obtener la licencia de enseñanza de la Escuela Normal de Heredia. Fue una de las dos primeras maestras que enseñó en la Escuela Juan Chávez Rojas en las zonas rurales de lo que hoy es Ciudad Quesada, estaba en una parte tan remota de San Carlos en ese momento que tuvo que viajar por río y a caballo. No había oportunidad de educación secundaria en el área, por lo que fundó una Escuela Complementaria, que finalmente se convirtió en el Liceo San Carlos. 
Regresó a Alajuela y comenzó a estudiar derecho en la Universidad de Costa Rica, mientras enseñaba simultáneamente en la Escuela León Vargas. A fines de la década de 1940, participó en el impulso por el derecho al voto de las mujeres y cuando se aprobó con éxito en 1949, comenzó a mirar la política. En 1950, fue promovida para servir como presidenta de la Asociación Nacional de Educación (ANDE). 1953 fue un año histórico para Quesada, ya que terminó su licenciatura en derecho y ganó uno de los primeros tres escaños otorgados a una mujer en la legislatura costarricense.  Obtuvo el título de vicepresidenta de la legislatura, y en 1957 se convirtió en la primera mujer en la historia del país en liderar el trabajo del parlamento. Cuando Mario Echandi Jiménez fue elegido presidente, nombró a Quesada ministra de Educación siendo la primera mujer en ocupar el cargo con nombramiento oficial, previamente lo había tenido por tres meses Emma Gamboa en 1953. Como Ministra de Educación, instituyó un sistema basado en el mérito para la contratación de maestros, eliminó los códigos de vestimenta que eran costosos, mejoró la educación pública y se centró específicamente en mejorar las tasas de finalización de la educación rural. 
Después de completar su mandato electo, Quesada se mudó a San Francisco, California donde dirigió el consulado costarricense y representó al país en las Naciones Unidas durante una década. Regresó al Cantón de San Carlos y abrió una práctica legal y fue elegida para servir como jefa de la Municipalidad de San Carlos desde 1970 a 1974. Tras la elección del presidente Rodrigo Carazo Odio, fue nuevamente llamada a servir a nivel federal y se convirtió en la primera mujer en dirigir el Ministerio de Trabajo y Seguridad Social. En 1991, presentó un desafío al Tribunal Supremo de Elecciones y ganó su caso acusando a las ramas ejecutiva y legislativa del país de haber administrado la deuda inconstitucionalmente. Fue una decisión histórica para Costa Rica, pero rechazó la oportunidad de postularse para vicepresidenta después de su victoria.
A lo largo de su carrera, ganó muchos premios y honores. ANDE reconoció su trabajo en 1986, fue honrada por la Mesa Redonda Panamericana en 2003, el colegio de abogados la honró como Abogada de la Semana en 2005, la Municipalidad de Alajuela la designó como Hija Favorita de la celebración del Día Internacional de la Mujer de 2007, entre muchos otros premios. El Instituto Nacional de la Mujer y la Junta de Protección Social se unieron para nombrarla como una de las "Mujeres Sobresalientes de Costa Rica" en 2009. También durante el año 2019 se presentó un proyecto de ley para declararla como Benemérita de la Patria.

## Fallecimiento
Estela Quesada falleció en Alajuela, el 18 de marzo de 2011 a los 86 años de edad.

## Reconocimientos
Desde el año 2009 forma parte de la Galería del Instituto Nacional de la Mujer como una mujer destacada de Costa Rica.
Fue declarada como Benemérita de la Patria por la Asamblea Legislativa en el año 2021.